# Hallerczyk Równe
WKS Hallerczyk Równe – polski klub piłkarski z siedzibą w Równem.

## Historia
Chronologia nazw:
- 1922—1939: WKS Hallerczyk Równe

Piłkarska drużyna WKS Hallerczyk została założona w Równem na początku XX wieku. Klub posiadał boisko przy koszarach na Woli. Decyzją z dnia 26 lutego 1922 r. walnego zgromadzenia Polskiego Związku Piłki Nożnej (powołanego w 1919 r.) w Krakowie – nowo powołany 30 stycznia 1922 r. zarząd Okręgowego Związku Piłki Nożnej w Lublinie ogłosił terminarz rozgrywek okręgowych klas A, B i C – i do najwyższej Lubelskiej 4-zespołowej Klasy A –  zaliczono WKS Hallerczyk Równe wraz z WKS Lublin, WKS 7pp Leg. Chełm i Makkabi Równe. W tabeli ligowej Hallerczyk i WKS Lublin nabrali po 10 pkt, ale mistrzem został WKS Lublin, tak jak miał lepszą różnicę bramek. Pozwoliło to lubelskim piłkarzom być w gronie 8 najlepszych drużyn walczących o mistrzostwo Polski. W następnym sezonie 1923 klub zajął ostatnie 4. miejsce w Klasie A.
Od 1929, kiedy został utworzony Wołyński OZPN, występował w rozgrywkach polskiej okręgowej ligi Wołyń - Klasa A. 
Klub dwukrotnie grał w grupach eliminacyjnych dla mistrzów okręgówek, walczących w barażach o awans do I ligi. W 1931 przegrał w eliminacjach z Rewerą Stanisławów i końcowym zwycięzcą WKS 22 pp Siedlce. W 1936 wyeliminował w dwumeczu Kotwicę Pińsk, by przegrać ze Śmigłym Wilno.
We wrześniu 1939, kiedy wybuchła II wojna światowa, klub przestał istnieć.

## Sukcesy
- mistrz Wołyńskiego OZPN (2x):

1931, 1936

## Poszczególne sezony
| Sezon     | Rozgrywki ligowe | Rozgrywki ligowe                       | Rozgrywki ligowe | Uwagi |
| Sezon     | Liga             | Liga                                   | Miejsce          | Uwagi |
| --------- | ---------------- | -------------------------------------- | ---------------- | --- |
| 1922      | II               | Klasa A (Lubelski OZPN)                | 2/4              | Najwyżej notowany klub z Wołynia.                                                                                   |
| 1923      | II               | Klasa A (Lubelski OZPN)                | 4/4              | Najwyżej notowany klub z Wołynia.                                                                                   |
| 1924      | III              | Klasa B (Lubelski OZPN, gr. kresowa)   | 1                | Pierwsze derby Równego pomiędzy Hallerczykiem a Sokołem w polskich rozgrywkach.                                     |
| 1925      | nie rozgrywano   | nie rozgrywano                         | nie rozgrywano   | nie rozgrywano |
| 1926      | II               | Klasa A (Lubelski OZPN)                | 2/6              | Najwyżej notowany klub z Wołynia.                                                                                   |
| 1927      | II               | Klasa A (Lubelski OZPN)                | 5/7              | |
| 1928      | II               | Klasa A (Lwowski OZPN, podokręg Wołyń) | 1/4              | Najwyżej notowany klub z Wołynia.                                                                                   |
| 1929      | II               | Klasa A (Lwowski OZPN, podokręg Wołyń) | 3/5              | |
| 1930      | II               | Klasa A (Wołyński OZPN)                | 4/6              | |
| 1931      | II               | Klasa A (Wołyński OZPN)                | 1/7              | 3. miejsce w grupie IV eliminacji o Ligę. Najwyżej notowany klub z Wołynia.                                         |
| 1932      | II               | Klasa A (Wołyński OZPN)                | 3/8              | |
| 1933      | II               | Klasa A (Wołyński OZPN)                | 4/8              | |
| 1934      | II               | Klasa A (Wołyński OZPN)                | 2/8              | |
| 1935      | II               | Klasa A (Wołyński OZPN)                | 4/10             | |
| 1936      | II               | Klasa A (Wołyński OZPN, gr. Równe)     | 1/5              | Zwycięstwo w finale wołyńskiej Klasy A. 2. miejsce w grupie IV eliminacji o Ligę. Najwyżej notowany klub z Wołynia. |
| 1936/1937 | brak danych      | brak danych                            | brak danych      | brak danych |
| 1937/1938 | brak danych      | brak danych                            | brak danych      | brak danych |
| 1938/1939 | III              | Klasa B (Wołyński OZPN)                |                  | |
| 1939/1940 | brak danych      | brak danych                            | brak danych      | brak danych |

## Inne
- Hasmonea Równe
- Sokół Równe
- Pogoń Równe